# Паризии

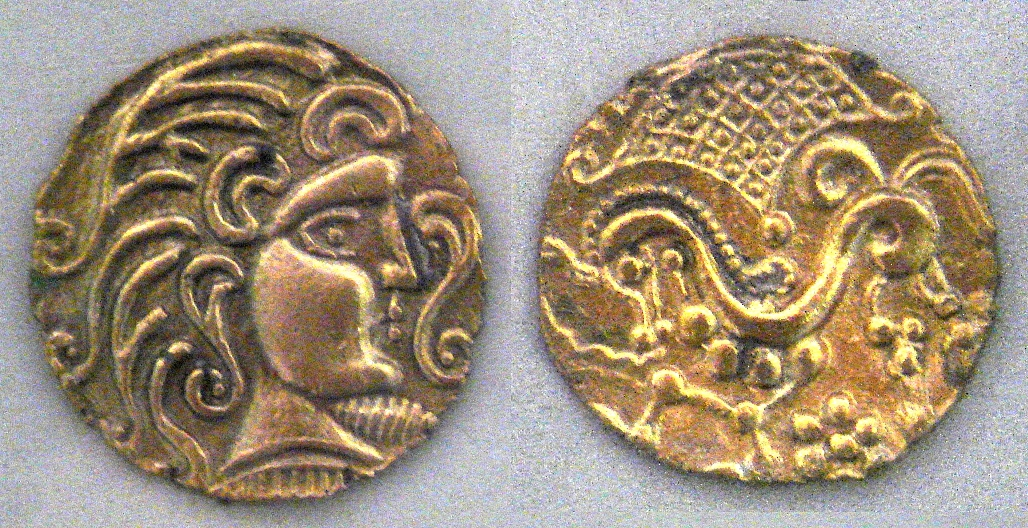
Золотые монеты паризиев, I век до н. э.
Национальная библиотека Франции

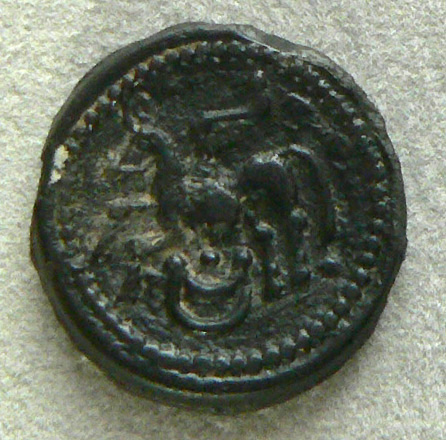
Аверс монеты паризиев с изображением коня, I век до н. э.

Паризии (лат. Parisii) — небольшое кельтское племя, с середины III века до н. э., жившее на реке Сене. Их самым большим оппидумом (городом-крепостью) была Лютеция, которая после завоевания римлянами Галлии превратилась в важный торговый город и стала именоваться Парижем («городом паризиев»).
Во время Галльских кампаний Юлия Цезаря паризии воевали на стороне Верцингеторига против римских завоевателей. Возможно, после поражения некоторые паризии бежали в Британию, но наиболее вероятная версия — паризии переселились в Британию ранее, во время бельгийской иммиграции.
Существует вероятность, что племена паризиев, которые населяли северо-восток Англии (Йоркшир и Хамберсайд), также происходили от этого кельтского племени. Об этом говорят минимальные отличия захоронений обоих племен; двухколёсные повозки, укладывавшиеся в могилу умершего, были найдены в захоронениях в обоих регионах проживания племён. Отмечается континентальное влияние на культуру Аррас (англ.).
Некоторые генеалоги считают, что такие фамилии, как Paris, Parrish, O’Parish, произошли от племени паризиев, однако постоянная миграция и множество завоеваний, которые пережила Великобритания со времён железного века, говорят не в пользу этой версии.